# Шаурс (сыр)
Шау́рс (фр. Chaource) — мягкий французский сыр из коровьего молока.

## История
Сыр известен с XIV века. Согласно легенде, его начали изготавливать монахи из аббатства Понтиньи. 21 января 1977 года Шаурс получил сертификат AOC. В 2007 году было произведено 2446 тонн сыра Шаурс. В 2009 году насчитывалось 90 молочных ферм, в которых изготавливали Шаурс.

## Изготовление
В процессе созревания, которое длится от 2 до 4 недель, естественным образом удаляется сыворотка. Сначала калье разливают по формам с отверстиями в стенках и без дна. Через некоторое время, когда сыр начнёт твердеть, его вынимают из формы и раскладывают на деревянных полках или на соломе в сухом погребе с контролируемой температурой для дальнейшего отделения сыворотки. Иногда, для придания нового аромата, сыр заворачивают в сухие листья платана.
Шаурс производят в течение всего года.

## Описание

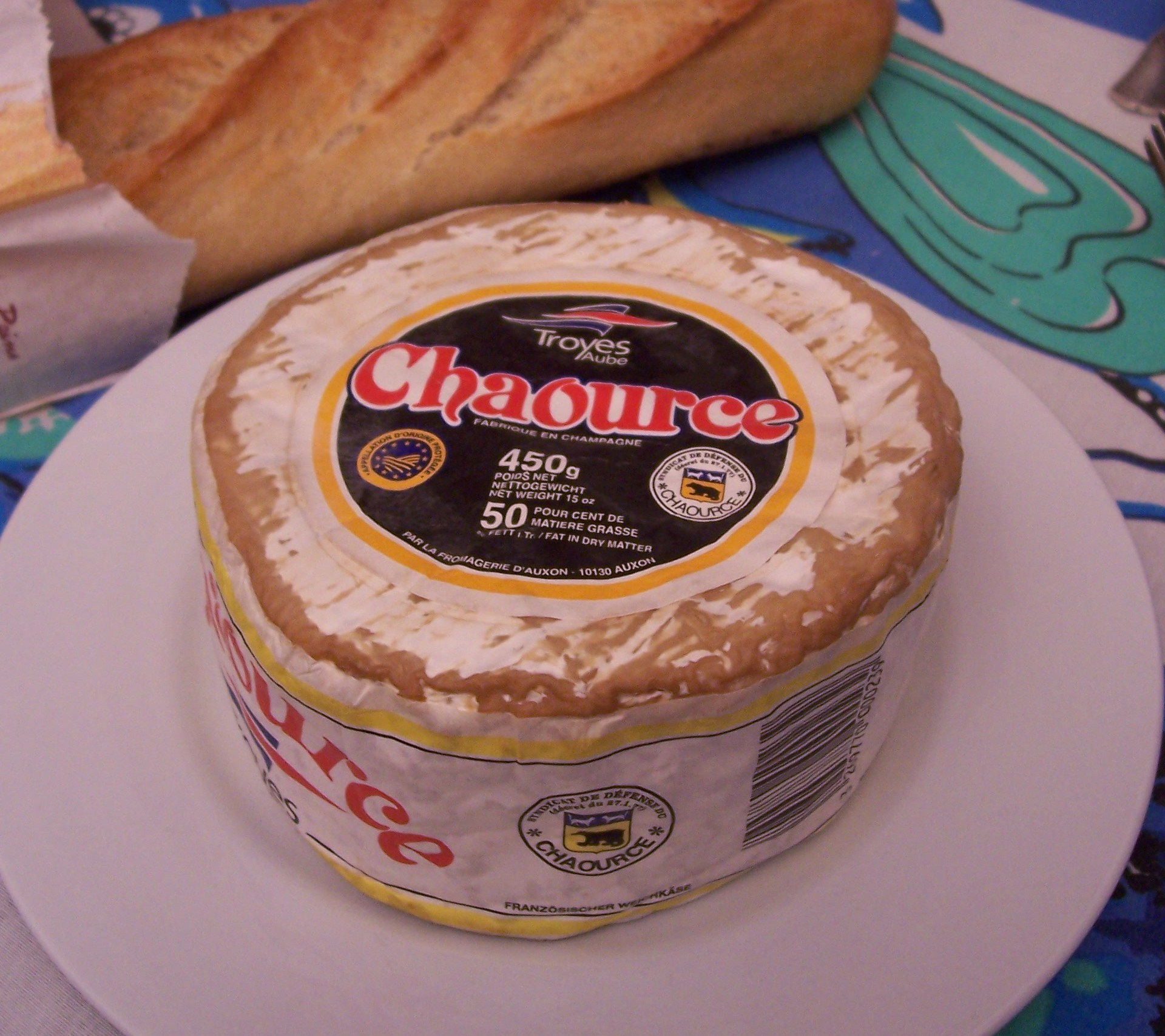
Сыр Шаурс

Головка сыра, покрытая толстым слоем белой плесени penicillium candidum, имеет цилиндрическую форму диаметром 8 или 11 см, высотой 6 см и весит 200 или 450 г. Головку сыра всегда заворачивают в бумагу. Жирность сыра — 50 %. Сыр имеет нежный, слегка кисловатый вкус с ароматом грибов и лесных орехов.
Обычно Шаурс употребляют перед десертом, а иногда нарезанным кубиками вместе с аперитивом. К сыру лучше всего подходят бургундские вина Chablis blanc и Irancy.